# Львівський ІТ Кластер
Льві́вський ІТ-кла́стер (англ. Lviv IT Cluster) — IT-кластер, відкритий у Львові. Спільнота провідних компаній у галузі інформаційних технологій (IT), які спільно із університетами та міською владою покращують та розвивають ІТ у місті. Ці компанії взяли на себе ініціативу з проведення системних змін у бізнес-середовищі міста та країни.
Кластер ставить на меті перетворити Львів на конкурентоспроможний центр бізнес-послуг у Центрально-Східній Європі, сприяти розвитку бізнес-екосистеми і створенню R&D-центрів міжнародного рівня.

## Історія створення та розвитку
2008 — Львівська міська рада розпочинає роботу з Фондом ефективного управління та Monitor Group над проєктом розробки Стратегії Конкурентоспроможності Львова.
2009 — визначено проблемні питання галузі ІТ та бізнес-послуг, проведені робочі засідання та обговорення з зацікавленими сторонами. Компанії SoftServe Inc., ELEKS Software та N-iX об‘єднали зусилля для створення Кластеру інформаційних технологій та бізнес-послуг за підтримки Львівської Міської Ради. Було створено робочу групу Кластеру, визначено стратегічні цілі та ключові завдання, для виконання яких доцільна співпраця бізнесу, влади та освіти.
2010 — створено робочу групу з розвитку людського капіталу, до складу якої ввійшли HR-директори компаній-учасниць. Визначено завдання із підвищення рівня володіння англійської мови серед випускників профільних спеціальностей як ключове для вирішення Кластером. Започатковані перші проєкти та проведено перші заходи з цієї проблематики. Напрацьовано схему членства та управління Кластером. Розпочинається процедура реєстрації Кластеру як асоціації юридичних осіб.
2011 — кластер проводить промоційну кампанію «Знайди себе у Львові!». Львівська Політехніка та Кластер розпочинають пілотування курсів англійської мови серед студентів ІТ-спеціальностей з метою визначення моделі масового впровадження курсів для студентів ІТ-спеціальностей з вересня 2011 р. у вишах Львова. У цьому ж році до Кластеру приєднується компанія Arivo Solutions. Також Кластер ІТ та бізнес послуг було зареєстровано як асоціацію юридичних осіб (Код ЄДРПОУ 37801334).
2012 — До Кластеру приєднується компанії Intelex та Itera Consulting. У цьому ж році Кластер проводить кампанію «Вивчай англійську». Також за підтримки Кластеру було створено Львівську Школу Тестування ПЗ.
2013 — До Кластеру приєднуються компанії Global Logic та Техніка для Бізнесу. Кластер спільно з ЛМР ініціює проєкт «Будівництво житла для ІТ» та запускає програму MSc in Technology Management спільно з Львівською бізнес-школою. Також у цьому році Кластер розпочинає проєкт «IT-BPO Club» — систему знижок для компаній та працівників ІТ-галузі. У рамках цього проєкту Кластер підписав договір про партнерство з Турецькими авіалініями. Цього ж року до Кластеру приєднуються компанії Nravo, Limelight Networks, Perfectial, QubStudio, Sigma Software, Envion Software та DevCom.
2014 — До Кластеру приєднуються компанії Synergy Way, Remit, DataArt, Site Image та Visco. У кінці року членом Кластеру стають також компанії AltexSoft, The BLPS Group та Conscensia. Було проведено вперше найбільшу технологічну конференцію західної України Lviv IT Arena, головним організатором якої виступив Львівський ІТ Кластер.
2015 — До Кластеру приєднуються компанії Forbytes (I-Nova), Київстар, Epam Systems, Perfectial, InternetDevels, Waverley, Lohika, FFW Agency, Cypress, Global IT, FreezePro Software, Grid Dynamics, Vakoms, B-Next та PLVision. Конференція Lviv IT Arena цього року зібрала близько 1400 відвідувачів як з України, так і з цілого світу.
2016 — До Кластеру приєднуються компанії Team International, Intellias, Youteam, KindGeek, Rolique, CoreValue, Sombra, Artelogic, Teamvoy, Logos, Ciklum, BitImpulse, Rebbix, LeviNine, RomexSoft, Nestle. Конференція Lviv IT Arena зібрала 1600 учасників та стала одною з найбільших тех-подій не лише України, але й Східної Європи. Також цього року вперше проведено конференцію IT Jazz для інвесторів, представників ІТ-індустрії та місцевої влади. Окрім того, спільно з «Львівською Політехнікою» Кластер започаткував бакалаврську програму «Інтернет речей». Також Кластер профінансував комп'ютерний клас для львівської гімназії «Євшан».
2019 — до кластеру приєднуються компанії Codejig, ViSoft, ITIS, Agiliway, Tieto, LexTools, ElifTech. Кластер проводить IT Challenge Competition за підтримки Львівської Міської ради та Львівської політехніки.

## Учасники

### Компанії[25]
1. Abto Software
2. AgiliWay
3. Altexsoft
4. Artelogic
5. Astwellsoft
6. Binariks
7. Bit Impulse
8. BotsCrew
9. Bytebrand
10. Chatbots.Studio
11. Ciklum
12. Conscensia
13. Corevalue
14. Cypress
15. DataArt
16. Dev-pro
17. DevCom
18. Echo
19. EdPro
20. Edunav
21. Eleks
22. Eliftech
23. Empat
24. Epam
25. Exadel
26. Exoft
27. FFW
28. Forbytes
29. GigaCloud
30. GlobalLogic
31. Goldweb Solutions
32. Govitall
33. Grid Dynamics
34. Indeema
35. Infopulse
36. Inoxoft
37. Intelliarts
38. Intellias
39. InternetDevels
40. Intetics
41. IT Prosteer
42. Israel IT
43. Jappware
44. JetSoftPro
45. KindGeek
46. LeviNine
47. Limelight
48. LinkUP Studio
49. Lohika
50. Luxnet
51. N-iX
52. Nasdaq
53. Nravo
54. Perfectial
55. PLVision
56. Probegin
57. Qubstudio
58. QuintaGroup
59. Redtag
60. Relevant Software
61. Rolique
62. RomexSoft
63. Selecto
64. Semicolon Lab
65. Seven
66. Sigma Software
67. SiTime
68. Skelia
69. SoftServe
70. Sombra
71. Startokay
72. Symphony Solutions NV
73. Synergy Way
74. Team International
75. Teamvoy
76. TemplateMonster
77. TRM Solutions
78. Ubraine
79. Ukeess
80. UpQode
81. V.I.Tech
82. Vakoms
83. Vector Software
84. WaverleySoftware
85. Yalantis
86. Техніка для бізнесу

BPO Учасник
1. Nestle[2]

### Університети
1. Львівська політехніка
2. Львівський університет ім. Івана Франка
3. Український католицький університет
4. Академія «ШАГ»
5. LITS
6. Академія «Logos»[2]

### Органи місцевого самоврядування
1. Львівська міська рада[2]

## Проєкти
1. Будівництво IT Park у Львові
2. Конференція ІТ Arena [Архівовано 21 лютого 2022 у Wayback Machine.]
3. Проєкт модернізації навчальних програм ІТ Expert
4. Проєкт ІТ House [Архівовано 21 лютого 2022 у Wayback Machine.]
5. Програма лояльності IT Club Loyalty [Архівовано 21 лютого 2022 у Wayback Machine.]
6. Проєкт підтримки та розвитку сатартапів Lviv Tech Angels [Архівовано 14 лютого 2022 у Wayback Machine.]
7. Освітній проєкт IT Future [Архівовано 21 лютого 2022 у Wayback Machine.]
8. Конференція ІТ Jazz [Архівовано 13 жовтня 2016 у Wayback Machine.]
9. Дослідження ІТ-ринку IT Research [Архівовано 25 жовтня 2016 у Wayback Machine.]
10. Проєкт IT Village [Архівовано 19 лютого 2022 у Wayback Machine.]
11. Освітній фонд EduFund[26]
12. United for Health [Архівовано 24 березня 2020 у Wayback Machine.][27]
13. Lviv IT Cluster Academy [Архівовано 10 січня 2022 у Wayback Machine.]
14. Lviv Tech [Архівовано 21 лютого 2022 у Wayback Machine.]
15. Львівський ІТ Кластер: 10 знакових проєктів за 10 років[28]